# Jean-Philippe Peguero
Pour les articles homonymes, voir Peguero (homonymie).
Peguero Jean-Philippe est un footballeur haïtien, né le 29 septembre 1981 à Port-de-Paix, en Haïti. Surnommé JPP ou encore Pedro, il est l'une des icônes du football haïtien des années 2000 grâce à son jeu de tête et sa technique balle au pied.

## Biographie

### Carrière en club
Peguero fait parler de lui au sein du Don Bosco FC, avec lequel il remporte le tournoi d'ouverture 2003 de la Ligue haïtienne, et termine meilleur buteur de l'année civile 2003 avec 14 buts en 17 rencontres. Il part en mars 2004 en Major League Soccer au Colorado Rapids où il inscrit 14 buts en 46 matchs avant d’être transféré au Red Bull New York, en avril 2006, au sein duquel il marque 8 buts en 14 rencontres, dont un doublé en amical contre le Bayern Munich.
En juillet 2006, il est transféré au Brøndby IF dans le championnat du Danemark. Le 5 août 2006, pour son premier match, il marque le troisième but de la victoire contre l'AC Horsens. Lors de son troisième match avec son club, contre Viborg FF, le 20 août, il est victime d’une rupture des ligaments croisés internes du genou droit après avoir marqué le troisième but de son équipe. Il resta sans jouer avec Brøndby pendant plus d’un an.
Le 15 avril 2008, Peguero est prêté par Brøndby au San José Earthquakes, mais ses problèmes au genou persistent et le poussent à arrêter sa carrière prématurément en novembre 2008, à seulement 26 ans.
Néanmoins, trois ans plus tard, le 14 avril 2011, il sort de sa retraite prématurée en signant avec les Fort Lauderdale Strikers de la NASL (D2 nord-américaine).
En 2012, il revient dans le championnat haïtien en s'engageant avec son club de cœur du Don Bosco FC où il a l'occasion d'être sacré meilleur buteur du championnat 2012 (14 buts) puis de remporter à nouveau le championnat en 2014 (tournoi de clôture).
Peguero et son compatriote Alexandre Boucicaut rejoignent le Moca FC, en République dominicaine, le 28 mars 2015.

### Carrière internationale
Jean-Philippe Peguero fait ses débuts avec l'équipe d'Haïti lors d’un match amical contre Saint-Christophe-et-Niévès, le 29 juillet 2003 (défaite 0-1). International durant dix ans (2003-2013), il marque 16 buts lors de ses 28 sélections avec les Grenadiers.
Il a l'occasion de disputer les éliminatoires de la Coupe du monde 2006 (2 buts en 3 matchs) puis, après une interruption de plusieurs années, il reprend du service en 2012 et participe aux qualifications et à la phase finale de la Coupe caribéenne des nations 2012 (3e place). L'année suivante, il fait partie de l'équipe qui dispute la Gold Cup 2013 aux États-Unis, avant de prendre sa retraite internationale après ce tournoi.
Buts en sélection
| Buts en sélection de Jean-Philippe Peguero | Buts en sélection de Jean-Philippe Peguero | Buts en sélection de Jean-Philippe Peguero                   | Buts en sélection de Jean-Philippe Peguero | Buts en sélection de Jean-Philippe Peguero | Buts en sélection de Jean-Philippe Peguero | Buts en sélection de Jean-Philippe Peguero |
|                                            | Date                                       | Lieu                                                         | Adversaire                                 | Score                                      | Résultat                                   | Compétition                                |
| ------------------------------------------ | ------------------------------------------ | ------------------------------------------------------------ | ------------------------------------------ | ------------------------------------------ | ------------------------------------------ | ------------------------------------------ |
| 1.                                         | 31 juillet 2003                            | Warner Park, Basseterre (Saint-Christophe-et-Niévès)         | Trinité-et-Tobago                          | 1-0                                        | 2-0                                        | Match amical                               |
| 2.                                         | 20 août 2003                               | Estadio José Pachencho Romero, Maracaibo (Venezuela)         | Venezuela                                  | 0-1                                        | 3-2                                        | Match amical                               |
| 3.                                         | 31 août 2003                               | Lockhart Stadium, Fort Lauderdale (États-Unis)               | Chine                                      | 3-3                                        | 4-3                                        | Match amical                               |
| 4.                                         | 31 août 2003                               | Lockhart Stadium, Fort Lauderdale (États-Unis)               | Chine                                      | 4-3                                        | 4-3                                        | Match amical                               |
| 5.                                         | 18 février 2004                            | Miami Orange Bowl, Miami (États-Unis)                        | Îles Turques-et-Caïques                    | 1-0                                        | 5-0                                        | QCM 2006                                   |
| 6.                                         | 29 février 2004                            | Estadio Independencia, Estelí (Nicaragua)                    | Nicaragua                                  | 0-1                                        | 1-1                                        | Match amical                               |
| 7.                                         | 12 mai 2004                                | Robertson Stadium, Houston (États-Unis)                      | Salvador                                   | 0-1                                        | 3-3                                        | Match amical                               |
| 8.                                         | 12 juin 2004                               | Miami Orange Bowl, Miami (États-Unis)                        | Jamaïque                                   | 1-1                                        | 1-1                                        | QCM 2006                                   |
| 9.                                         | 7 septembre 2012                           | Stade Sylvio-Cator, Port-au-Prince (Haïti)                   | Saint-Martin                               | 1-0                                        | 7-0                                        | QCAR 2012                                  |
| 10.                                        | 7 septembre 2012                           | Stade Sylvio-Cator, Port-au-Prince (Haïti)                   | Saint-Martin                               | 3-0                                        | 7-0                                        | QCAR 2012                                  |
| 11.                                        | 7 septembre 2012                           | Stade Sylvio-Cator, Port-au-Prince (Haïti)                   | Saint-Martin                               | 5-0                                        | 7-0                                        | QCAR 2012                                  |
| 12.                                        | 9 septembre 2012                           | Stade Sylvio-Cator, Port-au-Prince (Haïti)                   | Bermudes                                   | 3-1                                        | 3-1                                        | QCAR 2012                                  |
| 13.                                        | 11 septembre 2012                          | Stade Sylvio-Cator, Port-au-Prince (Haïti)                   | Porto Rico                                 | 1-0                                        | 2-1                                        | QCAR 2012                                  |
| 14.                                        | 9 décembre 2012                            | Antigua Recreation Ground, Saint John's (Antigua-et-Barbuda) | République dominicaine                     | 1-2                                        | 1-2                                        | CAR 2012                                   |
| 15.                                        | 11 décembre 2012                           | Antigua Recreation Ground, Saint John's (Antigua-et-Barbuda) | Antigua-et-Barbuda                         | 0-1                                        | 0-1                                        | CAR 2012                                   |
| 16.                                        | 11 juin 2013                               | Stade São Januário, Rio de Janeiro (Brésil)                  | Italie                                     | 2-2                                        | 2-2                                        | Match amical                               |

## Palmarès

### En club
- Don Bosco FC
  - Champion d'Haïti en 2003 (ouverture) et 2014 (clôture).

- Brøndby IF
  - Vainqueur de la Coupe du Danemark en 2008.

### Distinctions individuelles
- Meilleur buteur du championnat d'Haïti en 2012 (14 buts) avec le Don Bosco FC[2].